# Tim Cahill
Timothy Filiga "Tim" Cahill (n. 6 decembrie, 1979 în Sydney) este un fotbalist australian care evoluează la clubul Shanghai Shenhua și la Echipa națională de fotbal a Australiei. Postul său de bază este mijlocaș central, dar adesea joacă și în atac. Tim Cahill este recunoscut ca unul dintre cei mai mari fotbaliști din istoria Australiei.

## Cariera

### Debutul
La vârsta de 16 și-a lăsat familia în urmă și s-a hotărât să își încerce norocul în Anglia.În Anglia s-a transferat ca jucător liber de la Sydney United la Milwall F.C..Sub culorile lor, Cahill a bifat 241 de meciuri și a punctat de 58 de ori.În ultimul său sezon acolo a jucat finala FA Cup contra celor de la Manchester United. Fratele său, Chris Cahill este de asemenea fotbalist profesionist.

### Milwall F.C.
La clubul din Londra și-a făcut debutul pe 22 mai 1998. Cahill a făcut istorie acolo marcând în semifinalele cupei Angliei din sezonul 2003-2004 contra celor de la Sunderland și calificând astfel pentru prima oară în istorie micul club londonez în finală. Atunci Tim a primit peste 100.000 de voturi pentru câștigarea titlui de Jucător al Etapei pentru performanța sa din semifinala competiției.

### Everton F.C.
Înaintea începerii sezonului 2004-2005 Milwall F.C. a primit o ofertă de 1.5 milioane de lire sterline din partea celor de la Everton F.C.. În primul său sezon petrecut la clubul din Liverpool a fost golgheterul lor și a fost ales de fani Jucătorul Sezonului.
După primul său sezon la Everton contractul său a fost prelungit cu un salariu care reflecta impactul pe care îl avusese acolo.În runda a treia din cupa Angliei, Everton F.C. întâlnea fostul club al lui Cahill, Milwall F.C..Meciul s-a jucat pe celebrul stadion The New Den.Cahill a marcat golul prin care echipa sa s-a calificat mai departe însă el a ales să nu celebreze golul.La data de 18 mai 2010 a semnat un contract valabil pentru următorii patru ani.

### Echipa națională
Cariera internațională a început-o la vârsta de 14 ani la echipa U17 a Samoei de Vest.
Pe atunci regulile FIFA interziceau jucătorilor care evoluau la echipe de juniori să poată evolua la echipa de seniori a unei alte țări.FIFA a schimbat această regulă în 2004 astfel Tim a fost convocat la naționala Australiei.Lui Cahill nu ia trebuit mult timp pentru a demonstra calitățile sale,înscriind cinci goluri în primele sale două meciuri internaționale.

#### Campionatul Mondial din 2006
Cahill a avut primul meci de la Cupa Mondială din 2006 contra Japoniei, el fiind primul jucător din istoria țării sale care a marcat un gol la Cupa Mondială și tot în aceeași partidă Cahill a marcat o dublă astfel fiind primul jucător al Australiei care câștiga titlul de Jucătorul meciului.
În aceeași grupă naționala sa a mai jucat o partidă contra Braziliei și Croației.În șaisprezecimi, Australia a jucat contra viitoarei campioane, Italia pierzând cu 1-0.

#### Cupa Asiei 2007
La Cupa Asiei din 2007, Cahill a jucat mai mereu ca rezervă pentru că se recupera după o accidentare suferită la Everton F.C., cu toate astea naționala sa a ajuns până în faza sferturilor de finală.

#### Campionatul Mondial din 2010
Cahill a avut o contribuție crucială în campania de calificări înscriind în meciurile decisive contra Qatarului și Japoniei.Pentru prima dată selecționerul Australiei, Rale Rasic l-a declarat ca fiind cel mai bun jucător pe care la antrenat vreodată.
La Cupa Mondială naționala sa a jucat prima oară contra Germaniei, meci în care a primit un controversat cartonaș roșu, astfel fiind suspendat pentru meciul cu Ghana.
În ultimul meci din grupă, contra Serbiei, Cahill a înscris în minutul 69.După încheierea acestul campionat mondial, el are înscrise în total trei goluri stabilind un record național.